# 독일로 가자!
《독일로 가자!》(스페인어: Perdiendo el norte)는 2015년 개봉한 스페인의 코미디 영화이다. 쓸모없는 대학 졸업장에 신물이 난 두 청년이 우연히 TV 광고를 보고 일거리를 찾아 무작정 베를린으로 일을 찾아 떠나게 되며 시작되는 이야기다.

## 줄거리
고학력에도 불구하고 취업난에 시달리던 청년 우고와 브라우리오는 TV 프로그램에서 독일이 취업 천국이라는 인터뷰를 보고 베를린으로 이주한다. 베를린 도착 직후 우고는 비슷한 처지였지만 성공적으로 커리어를 쌓은 스페인 여성 카를라와 우연히 마주치고, 그들은 카를라의 마약 판매상 동생 라파와 함께 룸메이트로 지내게 된다. 이들은 같은 건물에 사는 나이 든 스페인 이민자 안드레스를 통해 자신들의 고충이 과거 세대의 어려움과 다르지 않음을 느낀다.
언어 장벽에 부딪혀 전공을 살리지 못하고 좌절하던 우고와 브라우리오는 결국 터키 카페에서 일하게 된다. 우고는 일자리를 잃은 아버지에게 자신의 성공을 과장하여 거짓말을 하고, 가족들은 그 말을 믿고 베를린으로 찾아온다. 한편, 우고와 카를라는 처음에는 서로를 싫어했지만 점차 가까워진다. 카를라는 자신이 항상 '세컨드' 역할만 맡게 된다는 이야기를 하며, 이전 남자친구가 자신의 친구와 결혼했다는 슬픈 경험을 털어놓는다.
또 다른 줄거리에서는 카페 사장 하칸과 그의 아내 마리솔이 임신 문제로 고통받는다. 불임 검사 결과 하칸은 아이를 가질 수 없다는 것을 알게 되지만, 마리솔은 브라우리오의 정자 기증으로 임신에 성공한다. 한편, 안드레스는 딸과 사이가 소원하며, 알츠하이머 진단을 받는다.
우고의 가족이 베를린에 방문했을 때, 라파와 카를라, 하칸, 마리솔은 모두 우고의 직원인 척 연기한다. 그러나 카를라는 자신이 또 다른 여자가 된 것을 알고 분노하며 우고의 실체를 폭로한다. 하칸 역시 마리솔과 브라우리오의 관계를 알게 되고 그들과의 관계를 단절한다.
우고는 약혼녀 나디아와 결혼하기 위해 스페인으로 돌아가지만, 안드레스의 딸을 찾아 아버지의 병을 알려주고 후회 없는 선택을 하라는 조언을 듣는다. 결혼식 날, 우고의 아버지는 돈이 아닌 사랑을 택하라는 연설을 하고, 우고는 결혼식장을 뛰쳐나와 베를린으로 향한다. 그는 베를린 마라톤에서 카를라와 재회하고 화해한다. 하칸과 마리솔도 화해하고, 마리솔은 마라톤 교통 체증 때문에 카페 배달 밴에서 아이를 낳는다.
영화는 브라우리오가 중국에서 과학 연구 장학금을 받고, 우고의 가족이 집을 잃고, 카를라와 우고가 하칸, 마리솔과 함께 베를린에서 가족처럼 지내는 모습으로 마무리된다. 안드레스의 딸은 아버지를 돌보기 위해 베를린에 온다.

## 출연진
- 욘 곤살레스 - 우고 시푸엔테스 마르틴 역
- 블랑카 수아레스 - 카를라 역
- 훌리안 로페스 - 브라울리오 우에테 히메노 역
- 우르술라 코르베로 - 나디아 역
- 미키 에스파르베 - 라파 역
- 말레나 알테리오 - 마리솔 역
- 아란차 아란구렌 - 후아나 에르난데스 역
- 엘레나 리베라 - 누리아 역
- 요우네스 바치르 - 하칸 아크만 역
- 하비에르 카마라
- 카르멘 마치
- 호세 사크리스탄
- 마르쿠스 오버하우저